# Accordo di Taft-Katsura
L' Accordo di Taft–Katsura (桂・タフト協定?, Katsura-Tafuto Kyōtei, conosciuto anche come il Memorandum Taft Katsura)  fu una discussione del 1905 tra i senior leader del Giappone e degli Stati Uniti riguardo alle posizioni delle due nazioni in maggiori Affari dell'Asia orientale, in particolare per quanto riguarda lo status di Corea e Filippine all'indomani della vittoria del Giappone nella guerra russo-giapponese . Il memorandum non fu classificato come segreto ma nessuno studioso lo analizzò fino al 1924.
Le discussioni furono tra il segretario alla guerra degli Stati Uniti William Howard Taft e il Primo Ministro del Giappone (conte) Katsura Tarō il 27 luglio 1905. Il leader giapponese dichiarò le ragioni del Giappone per aver fatto un protettorato in Corea. Ripeté che il Giappone non aveva interesse per le Filippine. Gli Stati Uniti avevano acquisito le Filippine dopo la vittoria sulla Spagna nella guerra ispano-americana del 1898. Nel 1924, Tyler Dennett fu il primo studioso a vedere il documento; lo descrisse come contenente "il testo del forse più notevole accordo esecutivo nella storia delle relazioni estere degli Stati Uniti". Gli storici sono in accordo nel sostenere che Dennett abbia notevolmente esagerato l'importanza di una discussione di routine che non cambiò nulla e che non ha generato nuove linee di condotta. Gli storici sottolineano che non ci fu alcun nuovo accordo formale.  La parola "accordo" nei documenti significa semplicemente che le due parti hanno convenuto che le versioni inglese e giapponese degli appunti della riunione coprivano entrambi accuratamente la sostanza delle conversazioni. Il presidente Theodore Roosevelt in seguito concordò sul fatto che il segretario alla guerra Taft avesse correttamente sostenuto la posizione americana.
Quando Dennett scoprì per la prima volta le note, capì che questi indicassero un "patto segreto" molto significativo tra gli Stati Uniti e il Giappone nel creare un accordo in base al quale le due nazioni precedentemente isolazioniste sarebbero divenute potenze mondiali. Le conversazioni riguardavano l'estensione delle sfere di influenza del Giappone e degli Stati Uniti e il mantenimento della pace tra di loro, in caso di vittoria del Giappone sulla Russia nella guerra russo-giapponese.
Alcuni storici coreani ipotizzano che, nelle discussioni, gli Stati Uniti riconobbero la sfera di influenza giapponese in Corea e, in cambio, il Giappone riconobbe la sfera di influenza degli Stati Uniti nelle Filippine. Tuttavia, gli storici americani che hanno esaminato i registri ufficiali dell'incontro, riferiscono che non fu mai stato raggiunto tale accordo: i due uomini discussero degli eventi vigenti ma non raggiunsero alcun nuovo accordo per il futuro. Entrambi ribadirono le note politiche ufficiali dei propri governi. In effetti, Taft fu molto attento a indicare che queste fossero le sue opinioni private e non fosse un rappresentante ufficiale del governo degli Stati Uniti (Taft era il segretario di guerra, non il segretario di Stato).

## Dettagli
Il Memorandum di Taft-Katsura è composto dalle versioni inglese e giapponese degli appunti sulla riunione della conversazione tra il Primo Ministro Katsura e il Segretario alla Guerra Taft, tenutasi a Tokyo la mattina del 27 luglio 1905. Il memorandum dettagliato di queste discussioni è datato 29 luglio 1905.
Durante l'incontro furono discusse tre questioni principali:
- Le prime furono le opinioni di Katsura sulla pace nell'Asia orientale, che secondo lui costituiva il principio fondamentale della politica estera del Giappone e si era realizzata al meglio con una buona comprensione tra Giappone, Stati Uniti e Gran Bretagna.
- La seconda questione riguardava le Filippine. Su questo, Taft osservò che era nel miglior interesse del Giappone avere le Filippine governate da una nazione forte e amichevole come gli Stati Uniti; Katsura affermò che il Giappone non aveva progetti aggressivi sulle Filippine.
- Infine, per quanto riguarda la Corea, Katsura osservò che la colonizzazione giapponese della Corea era una questione di assoluta importanza, poiché considerava la Corea una causa diretta della guerra russo-giapponese appena conclusa. Katsura dichiarò che una soluzione globale al problema della Corea sarebbe stata l'esito logico della guerra. Katsura dichiarò inoltre che, se lasciata sola, la Corea avrebbe continuato a concludere improvvisamente accordi e trattati con altri poteri, che secondo lui aveva creato il problema originale. Pertanto, Katsura dichiarò che il Giappone doveva prendere provvedimenti per impedire alla Corea di creare nuovamente condizioni che avrebbero costretto il Giappone a combattere un'altra guerra straniera.

Da parte sua, Taft concordò sul fatto che l'istituzione di un protettorato giapponese sulla Corea avrebbe contribuito direttamente alla stabilità in Asia orientale.
Ci sono state tre aree sostanziali di accordo nella conversazione. Innanzitutto, Taft disse a Katsura che alcuni filo-russi in America stavano sostenendo pubblicamente che la recente guerra tra Giappone e Russia era un certo preludio all'aggressione del Giappone contro le Isole Filippine. Taft dichiarò che l'unico interesse del Giappone per le Filippine sarebbe stato vedere governate queste isole da una nazione forte e amichevole come gli Stati Uniti. Il conte Katsura confermò fortemente che questo era l'unico interesse del Giappone per le Filippine, e che il Giappone non aveva alcun interesse aggressivo nei confronti delle Filippine. In secondo luogo, il conte Katsura dichiarò che la politica del Giappone nell'est e nel sud-est asiatico era di mantenere la pace generale e che i mezzi per raggiungere questo obiettivo erano una buona comprensione tra Giappone, Stati Uniti e Gran Bretagna.  In terzo luogo, il conte Katsura affermò che, poiché l'autonomia coreana aveva portato la Corea a concludere accordi e trattati sconsiderati con altre potenze, questa era la causa delle complicazioni internazionali che portarono alla guerra tra Giappone e Russia. Il Giappone si sentì quindi costretto a precludere qualsiasi possibilità di autonomia coreana. Il segretario Taft dichiarò che l'istituzione di una sovranità del Giappone sulla Corea (cioè, la Corea meno potente sarebbe stata in qualche modo controllata dal Giappone più potente), con le truppe militari giapponesi che assicurano l'obbligo che la Corea non stipuli trattati senza il consenso del Giappone, fu un logico risultato della guerra e avrebbe contribuito alla pace permanente in Oriente. Taft dichiarò che le sue opinioni erano le sue, ma credeva che il presidente Roosevelt sarebbe stato d'accordo.
Sebbene non ci sia mai stato un accordo firmato o un trattato segreto, solo un memorandum di una conversazione e le conversazioni che furono mantenute segrete per 20 anni, il presidente Theodore Roosevelt commentò al suo segretario di guerra Taft "La tua conversazione con il conte Katsura (sic) è assolutamente corretta in ogni rispetto. Vorrei che tu confermassi a Katsura che confermo ogni parola che hai detto. " Tuttavia, ci sono controversie tra gli storici sul significato storico della conversazione e sul fatto che il tono della conversazione costituisca un vero accordo in Realpolitik (cioè, che un vero accordo fosse implicito dall'uso della lingua della diplomazia, anche se non fu mai esplicitato come un accordo formale). Le note della conversazione furono scoperte nel 1924 dallo storico Tyler Dennett .  Dennett considerò le note di grande importanza e chiese il permesso per la pubblicazione al segretario di stato Charles Evans Hughes . Dennett si riferì alle note come "Patto segreto del presidente Roosevelt con il Giappone".

## Contesto
I giapponesi erano in guerra con la Russia e avevano appena distrutto due terzi della flotta navale russa nella loro guerra contro la Corea nel 1905. La vittoria del Giappone era chiaramente imminente. Roosevelt stava cercando di portare la Russia e il Giappone ai negoziati di pace.  Gli Stati Uniti avevano ottenuto il controllo delle Filippine dalla loro guerra contro la Spagna nel 1898. Il segretario alla guerra Taft si fermò in Giappone per recarsi nelle Filippine.

## Reazione coreana
Gli storici coreani (ad esempio, Ki-baik Lee, autore di A New History of Korea, (Harvard U. Press, 1984) ritengono che l'accordo di Taft-Katsura abbia violato il Trattato di amicizia e commercio coreano-americano firmato a Incheon il 22 maggio, 1882 perché il governo di Joseon considerava quel trattato di difesa reciproca de facto, mentre gli americani no. Il problema era l'articolo 1 che affermava che "Ci sarà pace e amicizia perpetue tra il presidente degli Stati Uniti e il re degli eletti e i cittadini e i soggetti dei rispettivi governi. Se altri poteri trattano ingiustamente o in modo opprimente con uno dei due governi, l'altro eserciterà i propri buoni incarichi di essere informato sul caso per giungere a un accordo amichevole, mostrando così i loro sentimenti amichevoli ". L'accordo fu citato in Corea da alcuni come un esempio del fatto che gli Stati Uniti non possono essere considerati affidabili per quanto riguarda le questioni di sicurezza e sovranità coreane.